# Deltagare i Tour de France 2003
Deltagare i Tour de France 2003 innehåller cyklisterna som deltog i Tour de France 2003 mellan 5 och 27 juli. 
| US Postal-Berry Floor USP | US Postal-Berry Floor USP | US Postal-Berry Floor USP | US Postal-Berry Floor USP |
| ------------------------- | ------------------------- | ------------------------- | ------------------------- |
| Nr                        |                           |                           | Pos.                      |
| 1                         | Lance Armstrong           | USA                       | 1                         |
| 2                         | Roberto Heras             | Spanien                   | 34                        |
| 3                         | Manuel Beltrán            | Spanien                   | 14                        |
| 4                         | Vjatjeslav Jekimov        | Ryssland                  | 76                        |
| 5                         | George Hincapie           | USA                       | 47                        |
| 6                         | Floyd Landis              | USA                       | 77                        |
| 7                         | Pavel Padrnos             | Tjeckien                  | 102                       |
| 8                         | Victor Hugo Peña          | Colombia                  | 88                        |
| 9                         | José Luis Rubiera         | Spanien                   | 19                        |

| ONCE-Eroski ONE | ONCE-Eroski ONE             | ONCE-Eroski ONE | ONCE-Eroski ONE |
| --------------- | --------------------------- | --------------- | --------------- |
| Nr              |                             |                 | Pos.            |
| 11              | Joseba Beloki               | Spanien         | DNF             |
| 12              | René Andrle                 | Tjeckien        | 83              |
| 13              | José Azevedo                | Portugal        | 26              |
| 14              | Alvaro González de Galdeano | Spanien         | 122             |
| 15              | Jörg Jaksche                | Tyskland        | 17              |
| 16              | Isidro Nozal                | Spanien         | 72              |
| 17              | Mikel Pradera               | Spanien         | 58              |
| 18              | Marcos Serrano              | Spanien         | 68              |
| 19              | Angel Vicioso               | Spanien         | DNF             |

| Telekom TEL | Telekom TEL         | Telekom TEL | Telekom TEL |
| ----------- | ------------------- | ----------- | ----------- |
| Nr          |                     |             | Pos.        |
| 21          | Santiago Botero     | Colombia    | DNF         |
| 22          | Mario Aerts         | Belgien     | 89          |
| 23          | Rolf Aldag          | Tyskland    | 94          |
| 24          | Giuseppe Guerini    | Italien     | 35          |
| 25          | Matthias Kessler    | Tyskland    | 49          |
| 26          | Andreas Klöden      | Tyskland    | DNF         |
| 27          | Daniele Nardello    | Italien     | 25          |
| 28          | Aleksandr Vinokurov | Kazakstan   | 3           |
| 29          | Erik Zabel          | Tyskland    | 107         |

| iBanesto.com BAN | iBanesto.com BAN           | iBanesto.com BAN | iBanesto.com BAN |
| ---------------- | -------------------------- | ---------------- | ---------------- |
| Nr               |                            |                  | Pos.             |
| 31               | Francisco Mancebo          | Spanien          | 10               |
| 32               | Juan Antonio Flecha        | Spanien          | 104              |
| 33               | José Vicente Garcia Acosta | Spanien          | 125              |
| 34               | Vladimir Karpets           | Ryssland         | 100              |
| 35               | Pablo Lastras              | Spanien          | 67               |
| 36               | Denis Menchov              | Ryssland         | 11               |
| 37               | Juan Miguel Mercado        | Spanien          | 36               |
| 38               | Evgeni Petrov              | Ryssland         | 53               |
| 39               | Xabier Zandio              | Spanien          | 51               |

| Rabobank RAB | Rabobank RAB     | Rabobank RAB  | Rabobank RAB |
| ------------ | ---------------- | ------------- | ------------ |
| Nr           |                  |               | Pos.         |
| 41           | Levi Leipheimer  | USA           | DNF          |
| 42           | Michael Boogerd  | Nederländerna | 32           |
| 43           | Bram de Groot    | Nederländerna | 99           |
| 44           | Oscar Freire     | Spanien       | 96           |
| 45           | Robert Hunter    | Sydafrika     | DNF          |
| 46           | Marc Lotz        | Nederländerna | DNF          |
| 47           | Grischa Niermann | Tyskland      | 28           |
| 48           | Marc Wauters     | Belgien       | 115          |
| 49           | Remmert Wielinga | Nederländerna | DNF          |

| Saeco SAE | Saeco SAE            | Saeco SAE | Saeco SAE |
| --------- | -------------------- | --------- | --------- |
| Nr        |                      |           | Pos.      |
| 51        | Gilberto Simoni      | Italien   | 84        |
| 52        | Leonardo Bertagnolli | Italien   | DNF       |
| 53        | Salvatore Commesso   | Italien   | 81        |
| 54        | Danilo Di Luca       | Italien   | DNF       |
| 55        | Paolo Fornaciari     | Italien   | 112       |
| 56        | Gerrit Glomser       | Österrike | 64        |
| 57        | Jörg Ludewig         | Tyskland  | 38        |
| 58        | Fabio Sacchi         | Italien   | 60        |
| 59        | Stefano Zanini       | Italien   | DNF       |

| Cofidis COF | Cofidis COF          | Cofidis COF    | Cofidis COF |
| ----------- | -------------------- | -------------- | ----------- |
| Nr          |                      |                | Pos.        |
| 61          | David Millar         | Storbritannien | 55          |
| 62          | Médéric Clain        | Frankrike      | 105         |
| 63          | Iñigo Cuesta         | Spanien        | 127         |
| 64          | Philippe Gaumont     | Frankrike      | 124         |
| 65          | Massimiliano Lelli   | Italien        | 15          |
| 66          | David Moncoutié      | Frankrike      | 43          |
| 67          | Luis Pérez Rodriguez | Spanien        | DNF         |
| 68          | Guido Trentin        | Italien        | 63          |
| 69          | Cédric Vasseur       | Frankrike      | 97          |

| Team CSC CSC | Team CSC CSC       | Team CSC CSC | Team CSC CSC |
| ------------ | ------------------ | ------------ | ------------ |
| Nr           |                    |              | Pos.         |
| 71           | Tyler Hamilton     | USA          | 4            |
| 72           | Michael Blaudzun   | Danmark      | 45           |
| 73           | Nicolas Jalabert   | Frankrike    | 106          |
| 74           | Bekim Christensen  | Danmark      | 120          |
| 75           | Andrea Peron       | Italien      | 54           |
| 76           | Peter Lüttenberger | Österrike    | 13           |
| 77           | Jakob Piil         | Danmark      | 113          |
| 78           | Carlos Sastre      | Spanien      | 9            |
| 79           | Nicki Sørensen     | Danmark      | 44           |

| Fassa Bortolo FAS | Fassa Bortolo FAS   | Fassa Bortolo FAS | Fassa Bortolo FAS |
| ----------------- | ------------------- | ----------------- | ----------------- |
| Nr                |                     |                   | Pos.              |
| 81                | Ivan Basso          | Italien           | 7                 |
| 82                | Marzio Bruseghin    | Italien           | 66                |
| 83                | Dario David Cioni   | Italien           | 79                |
| 84                | Aitor González      | Spanien           | DNF               |
| 85                | Volodymir Gustov    | Ukraina           | DNF               |
| 86                | Nicola Loda         | Italien           | DNF               |
| 87                | Sven Montgomery     | Schweiz           | DNF               |
| 88                | Alessandro Petacchi | Italien           | DNF               |
| 89                | Marco Velo          | Italien           | DNF               |

| FDJeux.com FDJ | FDJeux.com FDJ    | FDJeux.com FDJ | FDJeux.com FDJ |
| -------------- | ----------------- | -------------- | -------------- |
| Nr             |                   |                | Pos.           |
| 91             | Sandy Casar       | Frankrike      | 111            |
| 92             | Jimmy Casper      | Frankrike      | DNF            |
| 93             | Baden Cooke       | Australien     | 140            |
| 94             | Carlos Da Cruz    | Frankrike      | 93             |
| 95             | Nicolas Fritsch   | Österrike      | 78             |
| 96             | Bradley McGee     | Australien     | 133            |
| 97             | Christophe Mengin | Frankrike      | 110            |
| 98             | Nicolas Vogondy   | Frankrike      | 117            |
| 99             | Matthew Wilson    | Australien     | DNF            |

| Kelme-Costa Blanca KEL | Kelme-Costa Blanca KEL  | Kelme-Costa Blanca KEL | Kelme-Costa Blanca KEL |
| ---------------------- | ----------------------- | ---------------------- | ---------------------- |
| Nr                     |                         |                        | Pos.                   |
| 101                    | Ignacio Gutierrez       | Spanien                | DNF                    |
| 102                    | José Enrique Gutiérrez  | Spanien                | 41                     |
| 103                    | David Latasa            | Spanien                | 73                     |
| 104                    | Jesus Manzano           | Spanien                | DNF                    |
| 105                    | David Munoz             | Spanien                | 139                    |
| 106                    | Ivan Parra              | Colombia               | 46                     |
| 107                    | Javier Pascual Llorente | Spanien                | 27                     |
| 108                    | Antonio Tauler          | Spanien                | DNF                    |
| 109                    | Julian Usano            | Spanien                | 142                    |

| Quick Step-Davitamon QSD | Quick Step-Davitamon QSD | Quick Step-Davitamon QSD | Quick Step-Davitamon QSD |
| ------------------------ | ------------------------ | ------------------------ | ------------------------ |
| Nr                       |                          |                          | Pos.                     |
| 111                      | Paolo Bettini            | Italien                  | 48                       |
| 112                      | László Bodrogi           | Ungern                   | 108                      |
| 113                      | Davide Bramati           | Italien                  | 126                      |
| 114                      | David Cañada             | Spanien                  | 56                       |
| 115                      | Servais Knaven           | Nederländerna            | 123                      |
| 116                      | Luca Paolini             | Italien                  | 69                       |
| 117                      | Michael Rogers           | Australien               | 42                       |
| 118                      | Kurt Van De Wouwer       | Belgien                  | 62                       |
| 119                      | Richard Virenque         | Frankrike                | 16                       |

| Crédit Agricole C.A | Crédit Agricole C.A | Crédit Agricole C.A | Crédit Agricole C.A |
| ------------------- | ------------------- | ------------------- | ------------------- |
| Nr                  |                     |                     | Pos.                |
| 121                 | Christophe Moreau   | Frankrike           | 8                   |
| 122                 | Stéphane Augé       | Ryssland            | DNF                 |
| 123                 | Pierrick Fédrigo    | Frankrike           | DNF                 |
| 124                 | Sébastien Hinault   | Frankrike           | 138                 |
| 125                 | Thor Hushovd        | Norge               | 118                 |
| 126                 | Lilian Jégou        | Frankrike           | DNF                 |
| 127                 | Stuart O'Grady      | Australien          | 90                  |
| 128                 | Benoit Poilvet      | Frankrike           | 109                 |
| 129                 | Jens Voigt          | Tyskland            | DNF                 |

| Team Bianchi TBI | Team Bianchi TBI   | Team Bianchi TBI | Team Bianchi TBI |
| ---------------- | ------------------ | ---------------- | ---------------- |
| Nr               |                    |                  | Pos.             |
| 131              | Jan Ullrich        | Tyskland         | 2                |
| 132              | Daniel Becke       | Tyskland         | 145              |
| 133              | Ángel Casero       | Spanien          | 57               |
| 134              | Félix Garcia Casas | Spanien          | 23               |
| 135              | Aitor Garmendia    | Spanien          | 70               |
| 136              | Fabrizio Guidi     | Italien          | 103              |
| 137              | Thomas Liese       | Tyskland         | 136              |
| 138              | David Plaza        | Spanien          | 22               |
| 139              | Tobias Steinhauser | Tyskland         | DNF              |

| Lotto-Domo LOT | Lotto-Domo LOT    | Lotto-Domo LOT | Lotto-Domo LOT |
| -------------- | ----------------- | -------------- | -------------- |
| Nr             |                   |                | Pos.           |
| 141            | Robbie McEwen     | Australien     | 143            |
| 142            | Serge Baguet      | Belgien        | 86             |
| 143            | Christophe Brandt | Belgien        | 52             |
| 144            | Hans De Clercq    | Belgien        | 147            |
| 145            | Nick Gates        | Australien     | DNF            |
| 146            | Axel Merckx       | Belgien        | DNF            |
| 147            | Koos Moerenhout   | Nederländerna  | 128            |
| 148            | Léon van Bon      | Nederländerna  | 132            |
| 149            | Rik Verbrugghe    | Belgien        | DNF            |

| Ag2r Prévoyance A2R | Ag2r Prévoyance A2R | Ag2r Prévoyance A2R | Ag2r Prévoyance A2R |
| ------------------- | ------------------- | ------------------- | ------------------- |
| Nr                  |                     |                     | Pos.                |
| 151                 | Laurent Brochard    | Frankrike           | 33                  |
| 152                 | Mikel Astarloza     | Spanien             | 29                  |
| 153                 | Alexandr Botjarov   | Ryssland            | 24                  |
| 154                 | Iñigo Chaurreau     | Spanien             | 30                  |
| 155                 | Andy Flickinger     | Frankrike           | 39                  |
| 156                 | Jaan Kirsipuu       | Estland             | -                   |
| 157                 | Christophe Oriol    | Frankrike           | 121                 |
| 158                 | Nicolas Portal      | Frankrike           | 82                  |
| 159                 | Ludovic Turpin      | Frankrike           | 91                  |

| Vini Caldirola-So.Di VIN | Vini Caldirola-So.Di VIN | Vini Caldirola-So.Di VIN | Vini Caldirola-So.Di VIN |
| ------------------------ | ------------------------ | ------------------------ | ------------------------ |
| Nr                       |                          |                          | Pos.                     |
| 161                      | Stefano Garzelli         | Italien                  | DNF                      |
| 162                      | Dario Andriotto          | Italien                  | 114                      |
| 163                      | Paolo Bossoni            | Italien                  | 134                      |
| 164                      | Andrej Hauptman          | Slovenien                | DNF                      |
| 165                      | Eddy Mazzoleni           | Italien                  | DNF                      |
| 166                      | Marco Milesi             | Italien                  | DNF                      |
| 167                      | Fred Rodriguez           | USA                      | DNF                      |
| 168                      | Romāns Vainšteins        | Lettland                 | 116                      |
| 169                      | Steve Zampieri           | Schweiz                  | 87                       |

| Euskaltel-Euskadi EUS | Euskaltel-Euskadi EUS | Euskaltel-Euskadi EUS | Euskaltel-Euskadi EUS |
| --------------------- | --------------------- | --------------------- | --------------------- |
| Nr                    |                       |                       | Pos.                  |
| 171                   | Iban Mayo             | Spanien               | 6                     |
| 172                   | Mikel Artetxe         | Spanien               | 80                    |
| 173                   | David Etxebarria      | Spanien               | DNF                   |
| 174                   | Unai Etxebarria       | Venezuela             | DNF                   |
| 175                   | Roberto Laiseka       | Spanien               | 18                    |
| 176                   | Iñigo Landaluze       | Spanien               | 101                   |
| 177                   | Alberto Lopez Munain  | Spanien               | 98                    |
| 178                   | Samuel Sanchez        | Spanien               | DNF                   |
| 179                   | Haimar Zubeldia       | Spanien               | 5                     |

| Brioches La Boulangère BLB | Brioches La Boulangère BLB | Brioches La Boulangère BLB | Brioches La Boulangère BLB |
| -------------------------- | -------------------------- | -------------------------- | -------------------------- |
| Nr                         |                            |                            | Pos.                       |
| 181                        | Didier Rous                | Frankrike                  | 20                         |
| 182                        | Walter Bénéteau            | Frankrike                  | 59                         |
| 183                        | Sylvain Chavanel           | Frankrike                  | 37                         |
| 184                        | Anthony Geslin             | Frankrike                  | 114                        |
| 185                        | Maryan Hary                | Frankrike                  | 130                        |
| 186                        | Damien Nazon               | Frankrike                  | 129                        |
| 187                        | Jérôme Pineau              | Frankrike                  | 71                         |
| 188                        | Franck Renier              | Frankrike                  | 95                         |
| 189                        | Thomas Voeckler            | Frankrike                  | 119                        |

| Gerolsteiner GST | Gerolsteiner GST | Gerolsteiner GST | Gerolsteiner GST |
| ---------------- | ---------------- | ---------------- | ---------------- |
| Nr               |                  |                  | Pos.             |
| 191              | Davide Rebellin  | Italien          | DNF              |
| 192              | Udo Bölts        | Tyskland         | 61               |
| 193              | René Haselbacher | Tyskland         | DNF              |
| 194              | Uwe Peschel      | Tyskland         | DNF              |
| 195              | Olaf Pollack     | Tyskland         | DNF              |
| 196              | Michael Rich     | Tyskland         | DNF              |
| 197              | Torsten Schmidt  | Tyskland         | DNF              |
| 198              | Georg Totschnig  | Österrike        | 12               |
| 199              | Markus Zberg     | Schweiz          | 92               |

| Alessio ALS | Alessio ALS          | Alessio ALS | Alessio ALS |
| ----------- | -------------------- | ----------- | ----------- |
| Nr          |                      |             | Pos.        |
| 201         | Laurent Dufaux       | Schweiz     | 21          |
| 202         | Fabio Baldato        | Italien     | DNF         |
| 203         | Alessandro Bertolini | Italien     | 146         |
| 204         | Pietro Caucchioli    | Italien     | DNF         |
| 205         | Raffaele Ferrara     | Italien     | DNF         |
| 206         | Angelo Furlan        | Italien     | DNF         |
| 207         | Vladimir Miholjevic  | Kroatien    | 50          |
| 208         | Andrea Noé           | Italien     | 74          |
| 209         | Franco Pellizotti    | Italien     | 75          |

| Jean Delatour DEL | Jean Delatour DEL   | Jean Delatour DEL | Jean Delatour DEL |
| ----------------- | ------------------- | ----------------- | ----------------- |
| Nr                |                     |                   | Pos.              |
| 211               | Patrice Halgand     | Frankrike         | 40                |
| 212               | Pierre Bourquenoud  | Schweiz           | DNF               |
| 213               | Samuel Dumoulin     | Frankrike         | 141               |
| 214               | Christophe Edaleine | Frankrike         | 131               |
| 215               | Frédéric Finot      | Frankrike         | 137               |
| 216               | Stephane Goubert    | Frankrike         | 31                |
| 217               | Jurij Krivtsov      | Ukraina           | 85                |
| 218               | Laurent Lefèvre     | Frankrike         | 65                |
| 219               | Jean-Patrick Nazon  | Frankrike         | 135               |